# Mike Johnson (homme politique)
Pour les articles homonymes, voir Michael Johnson (homonymie).
James Michael Johnson, dit Mike Johnson, né le 30 janvier 1972 à Shreveport (Louisiane), est un homme politique américain.
Membre du Parti républicain, il est élu à la Chambre des représentants des États-Unis pour la Louisiane lors des élections de 2016. Il est élu président de la Chambre des représentants en 2023 et réélu en 2025.

## Situation personnelle

### Jeunesse et famille
Mike Johnson naît le 30 janvier 1972 à Shreveport, en Louisiane. Il est l'aîné des quatre enfants de Jeanne Johnson et James Patrick Johnson. Son père, pompier, a fondé l'organisation à but non lucratif Percy R. Johnson Burn Foundation, en hommage à son coéquipier Percy R. Johnson, premier instructeur et capitaine de pompiers afro-américain de la ville, décédé dans l'exercice de ses fonctions. Le père de Mike Johnson a également été gravement brûlé et handicapé dans l'exercice de ses fonctions au cours du même incendie. Mike Johnson a deux frères, Chris et Josh, et une sœur, Laura.

### Formation et carrière juridique
Mike Johnson fréquente le lycée Captain Shreve à Shreveport. Il obtient une licence en administration des affaires à l'université d'État de Louisiane en 1995, où il est membre de la fraternité Kappa Sigma (chapitre Gamma), et un juris doctor au Paul M. Hebert Law Center de l'université d'État de Louisiane en 1998.
Il travaille pendant vingt ans comme avocat spécialisé en droit constitutionnel avant de se lancer en politique[réf. souhaitée].

### Autres engagements
De 2004 à 2012, il est administrateur à la commission d'éthique et de liberté religieuse de la Convention baptiste du Sud.
En 2019, il devient professeur à l’Université Liberté et donne des cours de gouvernance en ligne.

### Vie privée

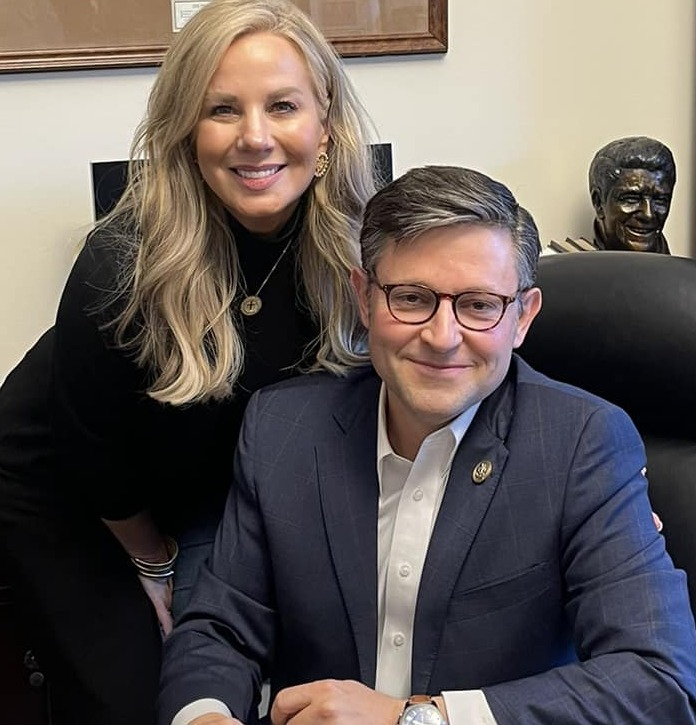
Mike Johnson et son épouse Kelly Lary.

Marié à Kelly Renee Lary en 1999, le couple a cinq enfants. Le plus âgé des cinq, Michael Tirrell James a été reconnu légalement par les Johnson alors qu'il avait 14 ans et vivait dans la rue.
En 2016, il est devenu membre de la première église baptiste de Bossier City. En 2023, il devient membre de l’Église baptiste Cypress à Benton (Louisiane) (Convention baptiste du Sud).

## Parcours politique

### Représentant de Louisiane
En février 2015, Mike Johnson est élu à l'assemblée législative de Louisiane. Il fait de la lutte pour l'instauration de la prière obligatoire dans les écoles publiques son principal combat.

### Représentant des États-Unis
En février 2016, il annonce sa candidature à la Chambre des représentants des États-Unis pour le 4e district de Louisiane dans lequel le républicain sortant John C. Fleming ne se représente pas. Le 8 novembre 2016, il arrive en deuxième position de la primaire transpartisane, derrière le démocrate Marshall Jones. Il remporte le second tour de l'élection le 10 décembre.
En novembre 2018, il est réélu pour un second mandat en remportant 64 % des voix contre le démocrate Ryan Trundle. Pendant le 116e congrès, de 2019 à 2021, il préside le Republican Study Committee.
Lors des élections de 2020, il remporte un troisième mandat au Congrès. Il devient ensuite vice chair du groupe républicain, le quatrième poste le plus important dans la hiérarchie interne.
Lors des élections de 2022, il est réélu pour un quatrième mandat sans apparaître sur les bulletins de vote, aucun autre candidat ne s'étant déclaré. Il est réélu à son poste de vice chair du groupe républicain pour le nouveau congrès.

### Président de la Chambre des représentants
À la suite de la destitution de Kevin McCarthy, le président de la Chambre des représentants des États-Unis, le représentant Matt Gaetz propose de nouveau Mike Johnson comme candidat à la présidence. Le 13 octobre 2023, ce dernier déclare qu'il ne se présentera pas et qu'il soutiendra son collègue Jim Jordan. Toutefois, le même jour, NBC News rapporte que Mike Johnson envisage de se présenter à la présidence si Jim Jordan se retire, comme l'a fait le candidat précédent, Steve Scalise.
Le 21 octobre 2023, après le retrait de Jordan, il annonce sa candidature. Le 24 octobre, il devient le quatrième candidat à l'élection. Il est élu par la Chambre le 26 octobre, par 220 voix contre 209 au démocrate Hakeem Jeffries. Engagé en politique depuis huit ans au moment de son élection, il est le moins expérimenté des présidents de la Chambre des représentants depuis 140 ans.
Le 17 novembre 2023, Johnson annonce que 44 000 heures de vidéos de surveillance collectées lors de l'attaque du Capitole des États-Unis du 6 janvier, qui n'étaient auparavant accessibles que sur demande des avocats défendant les accusés ou des médias, allaient être mises à disposition du public. Cette annonce intervient après un engagement pris par Johnson envers les conservateurs radicaux pendant sa campagne pour devenir président de la Chambre des représentants et est saluée par Donald Trump. Selon CBS News, il faudrait « cinq ans de visionnage 24 heures sur 24 » pour les regarder intégralement. Une partie des vidéos est désormais disponible sur un site gouvernemental.
En mars 2024, après le vote d'un budget pour l'année 2024 évitant un shutdown du gouvernement fédéral, la franche radicale des républicains critique ce ralliement, et Marjorie Taylor Greene dépose une motion de destitution à l'encontre de Johnson, au risque de reproduire une situation similaire à celle de McCarthy cinq mois avant.
Candidat à sa réélection à la chambre lors des élections de 2024, il remporte un cinquième mandat au Congrès en battant Joshua Morott, un autre républicain. Il sollicite ensuite auprès de ses collègues l'investiture républicaine pour un nouveau mandat à la présidence de la Chambre des représentants, qu'il obtient sans opposant au sein du groupe,. Le 3 janvier 2025, lors du vote de la Chambre, à majorité républicaine, il est réélu speaker avec l'ensemble des voix républicaines moins une, après que trois radicaux, qui devaient lui refuser leur vote, ont finalement voté en sa faveur,. Ce dernier est intervenu personnellement auprès des représentants pour appuyer son élection.

## Positionnement
Johnson est membre de la faction de droite chrétienne du Parti républicain,. Au moment de son discours d'investiture en tant que président de la Chambre des représentants, il met l'accent sur le fait que sa politique aura comme fondement principal ses croyances baptistes du Sud. The Daily Beast souligne ses liens avec le mouvement de la théologie du Dominion et l'influence de celui-ci sur ses activités politiques. Il est un fervent opposant au droit à l'avortement et au mariage homosexuel. Il est considéré comme climatodénialiste, et en faveur d'une révision « drastique » de l'assurance maladie.
Mike Johnson est libéral sur le plan économique, défenseur du libre marché, Il a un taux d'approbation de 92 % à l'American Conservative Union et de 90 % à l'Heritage Action, deux organisations ultraconservatrices.

### Immigration
En 2017, Johnson soutient le décret proposé par Donald Trump visant à interdire l'immigration en provenance de sept pays majoritairement musulmans, en déclarant : « Il ne s'agit pas d'un effort pour interdire toute religion, mais plutôt d'un effort pour protéger adéquatement notre patrie. Nous vivons dans un monde dangereux, et cette mesure importante nous aidera à trouver un équilibre entre la liberté et la sécurité. ».

### Environnement
Mike Johnson est considéré comme climatodénialiste. S'il reconnaît l'existence du réchauffement climatique, il estime que l'activité humaine n'en est pas la cause.
Il entretient des liens étroits avec de grands groupes pétroliers et gaziers. Pour ses campagnes électorales, ses principaux donateurs étaient des entreprises d’énergie fossile. Entre 2015 et 2023, il reçoit plus de 330 000 dollars de la part de groupes pétroliers et gaziers.
Au Congrès, il prend part à différents votes contre des lois visant à protéger l'environnement. L'ONG League of Conservation Voters publie annuellement une note en fonction des choix des députés sur les questions liées au climat et à l'environnement : Mike Johnson obtient 0 % en 2022 et 2 % sur l’ensemble de ses mandats (l’organisme ne recense aucun vote en faveur de l’écologie en 2022, et dix-neuf votes contre).

### Questions sociétales
Mike Johnson s'oppose à l'avortement et soutient la législation visant à interdire les avortements après la 20e semaine de grossesse. Il prône par ailleurs les « pactes conjugaux », en vigueur dans certains États américains, bien plus contraignants que les mariages courants en cas de divorce.
Il professe des thèses créationnistes et a défendu comme avocat le groupe « Réponses dans la Genèse » et son parc à thème, dans le Kentucky, destiné à montrer aux enfants que la Terre a été créée il y a six millénaires.
En 2017, il suscite une controverse en Louisiane avec des législations considérées comme hostiles envers les personnes LGBT+. Il vote contre la codification des protections fédérales pour le mariage homosexuel en 2022.

### Politique étrangère

#### Conflit israélo-palestinien
Mike Johnson est considéré comme l'une des figures les plus radicales du sionisme chrétien au Congrès américain. Il se rend en février 2020 sur l’esplanade des Mosquées, à Jérusalem, avec des militants radicaux israéliens, pour manifester son soutien à la construction d’un troisième temple, en lieu et place du lieu saint musulman. Élu président de la Chambre des représentants en octobre 2023, son premier geste est de faire voter une résolution de soutien inconditionnel à Israël, « qui se défend contre la guerre barbare déclenchée par le Hamas », lors de la guerre dans la bande de Gaza, tout en faisant allouer une quinzaine de milliards de dollars d'assistance immédiate à l'offensive en cours. Il accuse par la suite le New York Times de constituer « une plate-forme » pour le Hamas et propose de licencier tout employé de l'administration fédérale qui afficherait sa solidarité avec les Palestiniens.
Son soutien à Israël est motivé par des raisons religieuses : fervent évangélique, il estime que le « retour » du peuple juif en Palestine participe de l'accomplissement des prophéties, les juifs devant ensuite se convertir au Christ. Il s'oppose ainsi à toute solution à deux États, estimant que l'ensemble de la région doit appartenir à Israël.

#### Guerre russo-ukrainienne
Johnson s'affiche initialement pour la fin de l'aide militaire américaine à l'Ukraine dans sa résistance à l'invasion russe. En 2018, il reçoit plus de 37 000 dollars de contributions pour sa campagne de la part d'American Ethane, une société qui ne possède que des actifs insignifiants aux États-Unis et qui est contrôlée presque entièrement par trois oligarques russes. En janvier 2024, il s'oppose à des mesures bipartites de sécurité aux frontières, pourtant parrainées par les républicains du Sénat, qui comprennent une aide à l'Ukraine et à d'autres alliés des États-Unis.
Pourtant, en avril 2024, il opère un revirement qualifié par certains[Qui ?] de « surprenant » en proposant lui-même un texte prévoyant la reprise de l'aide américaine à l'Ukraine ainsi qu'à Israël et Taïwan. Le texte « renforce [même] significativement le projet validé par le Sénat en février ». La proposition est vivement critiquée par certains républicains. Le 20 avril 2024, la Chambre des représentants vote par 311 voix contre 112 en faveur de ce programme d'aide militaire pour l’Ukraine de 60,8 milliards de. Si les 210 représentants démocrates ont voté pour, du côté des Républicains, 101 ont voté dans le sens voulu par Johnson et 112 contre. Il trouve l’appui des républicains modérés, et se met à dos les plus radicaux. Johnson justifie publiquement son évolution par des motifs de conscience et par le fait qu’il demande maintenant à l’Ukraine de travailler à un plan de sortie de cette guerre. Un commentateur de CNN, à la suite de ce choix de Johnson de s’opposer à la majorité de son camp qualifie Johnson d’« improbable Churchill ».

### Soutien à Donald Trump
Johnson fait partie de l'équipe de défense juridique de Trump lors des procédures de destitution du Sénat en 2019 et 2020.
Il fait partie du cercle des élus républicains qui ne reconnaissent pas la victoire de Biden après l'élection présidentielle américaine de 2020. En outre, en décembre 2020, il est l'un des 126 représentants républicains de la Chambre des représentants à se prononcer en faveur de Texas v. Pennsylvania, un procès intenté devant la Cour suprême des États-Unis contestant les résultats de l'élection présidentielle de 2020, demande rejetée par la Cour suprême. Le 6 janvier 2021, il fait partie des 147 représentants républicains à voter contre la certification des résultats de l'élection.
En octobre 2023, Matt Gaetz, l'élu trumpiste qui avait provoqué la chute de McCarthy de la présidence de la chambre, considère que son élection comme speaker atteste de la prééminence de la tendance alignée sur Donald Trump dans la majorité républicaine de la Chambre.
En avril 2024, alors que Johnson fait face aux critiques d’élus républicains radicaux, au premier rang desquels Marjorie Taylor Greene, notamment en lien avec sa volonté d’avancer sur le soutien américain à l’Ukraine, Johnson se rend à Mar-a-Lago, la résidence de Donald Trump, et reçoit un appui de ce dernier pour son travail de président de la chambre,.
En décembre 2024, alors que Johnson cherche à obtenir le soutien de ses collègues pour être réélu à la présidence de la Chambre, Donald Trump lui apporte officiellement son soutien.

### Articles annexes
- Liste des représentants de Louisiane
- Chambre des représentants des États-Unis
- Président de la Chambre des représentants des États-Unis